# Commedia all’italiana
Die Commedia all’italiana ist eine Bezeichnung für das Genre der italienischen Filmkomödien der späten 1950er- und 1960er-Jahre. Die Komödien befassten sich – oft mit satirischem Unterton – mit den Gewohnheiten des Bürgertums. Als einer der ersten Filme dieses Genres kann Scheidung auf italienisch (Divorzio all’italiana, 1962) von Pietro Germi angesehen werden. Im Filmtitel kommt erstmals die Bezeichnung „all’italiana“ vor, die später auf die Komödien dieser Phase des italienischen Kinos ausgedehnt wurde. Hauptrepräsentanten dieses Genres sind, neben Pietro Germi die Regisseure Mario Monicelli, Luigi Comencini, Steno, Dino Risi und Pasquale Festa Campanile sowie die Autoren Age & Scarpelli, Rodolfo Sonego und Suso Cecchi D’Amico. Vittorio Gassman, Marcello Mastroianni, Ugo Tognazzi, Alberto Sordi, Claudia Cardinale, Monica Vitti und Nino Manfredi gehörten zu den Stars dieser Filme.
Zur Definition ein Zitat von Mario Monicelli (aus einem Interview):
„La commedia all'italiana è questo: trattare con termini comici, divertenti, ironici, umoristici degli argomenti che sono invece drammatici. È questo che distingue la commedia all'italiana da tutte le altre commedie …“ („Was die italienische Komödie ist: Die Behandlung ursprünglich dramatischer Themen mit den Begriffen der Komik, der Lust, der Ironie und des Humors. Dies unterscheidet die italienische von allen anderen Komödien.“)

## Filme der Commedia all’italiana
- Scheidung auf italienisch von Pietro Germi
- Signore e Signori von Pietro Germi
- Das nackte Cello von Pasquale Festa Campanile
- Diebe haben’s schwer von Mario Monicelli
- Verliebt in scharfe Kurven
- I mostri
- Das Leben ist schwer